# Going Underground
Going Underground is een single van de Britse rockband The Jam. Het verscheen in maart 1980 met Dreams of Children beide als A-kant. Beide nummers waren geschreven door Paul Weller. 
Going Underground bereikte direct de eerste positie in de Britse hitlijst, alwaar het drie weken bleef staan. Ook de de opvolger Start! uit hetzelfde jaar en de afscheidssingle Beat Surrender uit 1982 kwamen direct op één binnen.

## Productie
"Going Underground" en "Dreams of Children" werden beide op 16 januari 1980 opgenomen in Townhouse Studios in Londen. De tekst van Paul Weller is een scherpe veroordeling van de kort daarvoor verkozen regering van Margaret Thatcher, de apathie van de kiezers die haar aan de macht hadden laten komen en het militair-industrieel complex. Volgens recensent Eoghan Lyng riepen het gitaar- en baswerk "aangename herinneringen op" aan het Beatles-nummer "And Your Bird Can Sing" van het album Revolver (1966), dat ook een inspiratie voor de opvolger "Start!" was.

## Releases
"Going Underground" is nooit uitgebracht op een van de zes studio-albums, maar staat wel op vele compilaties en diverse heruitgaves van Setting Sons. Het nummer kwam uit als een dubbele A-kant samen met "Dreams of Children". Dat nummer was oorspronkelijk als enige A-kant bedoeld, maar door een fout in de plaatperserij kwam de single met twee A-kanten uit en radio-diskjockeys kozen over het algemeen het melodieuzere "Going Underground".
"Going Underground" werd de eerste nummer een-single voor The Jam in het Verenigd Koninkrijk en een van hun best verkochte singles. 
Het nummer werd tweede op de jaarlijkse ranglijst van NME, na Joy Division met Love Will Tear Us Apart.

## Covers
- In 1986 verscheen de versie van Manfred Mann's Earth Band op hun coveralbum Criminal Tango.
- De Amerikaanse band Buffalo Tom nam het op voor het tribute-album Fire and Skill: The Songs of the Jam uit 1999. Het werd uitgebracht als dubbele A-kant met Carnation in de uitvoering van Liam Gallagher, zanger van Oasis en Steve Cradock, gitarist in de band van Paul Weller.
- In 2002 kreeg radiopresentator Daryl Denham toestemming van Paul Weller om het op te nemen als WK-lied onder de titel Go England.
- In 2005 werd het geparodieerd door Amateur Transplants als London Underground. Door de stakingen bij de Londense metro werd het een populaire Britse download.
- In 2007 verscheen de versie van de Welshe band Lostprophets op de B-kant van hun single 4:AM Forever.
- Acteur/komiek Ade Edmondson (bekend van The Young Ones) coverde het in 2013 met zijn folk punkband The Bad Shepherds.